# Wielka Nagroda Dziewięciu
Wielka Nagroda Dziewięciu (szw. De Nios Stora Pris) – szwedzka nagroda literacka przyznawana co roku przez Towarzystwo Dziewięciu (szw. Samfundet De Nio). Pierwszy raz nagrodę przyznano w 1916 roku. W 2018 roku jej kwota wynosiła 400 000 szwedzkich koron.

## Laureaci
- 1916 – Erik Axel Karlfeldt, Bertel Gripenberg(inne języki), Vilhelm Ekelund, Axel Lundegård(inne języki), Hilma Angered Strandberg(inne języki), Oscar Stjerne(inne języki) oraz Verner von Heidenstam
- 1917 – K.G. Ossiannilsson(inne języki) i Marika Stiernstedt
- 1918 – nagrody nie przyznano
- 1919 – K.G. Ossiannilsson(inne języki)
- 1920 – Hans Larsson(inne języki)
- 1921 – Olof Högberg(inne języki)
- 1922 – Tor Hedberg(inne języki)
- 1923 – Elin Wägner
- 1924 – Vilhelm Ekelund i Gustaf Ullman(inne języki)
- 1925 – Fredrik Vetterlund(inne języki)
- 1926 – Hjalmar Bergman
- 1927 – Sigfrid Siwertz
- 1928 – Ludvig Nordström(inne języki) i Pär Lagerkvist
- 1929 – Per Hallström(inne języki), Axel Lundegård(inne języki) i Birger Sjöberg(inne języki)
- 1930 – Erik Blomberg i Bertel Gripenberg(inne języki)
- 1931 – Arvid Mörne i Ernst Didring(inne języki)
- 1932 – Emilia Fogelklou(inne języki)
- 1933 – K.G. Ossiannilsson(inne języki)
- 1934 – Hjalmar Söderberg
- 1935 – Yrjö Hirn(inne języki) i Jarl Hemmer(inne języki)
- 1936 – Bertil Malmberg(inne języki) i Eyvind Johnson
- 1937 – Gustaf Hellström
- 1938 – Harry Martinson
- 1939 – Vilhelm Moberg
- 1940 – Elmer Diktonius, Bertel Gripenberg(inne języki), Jarl Hemmer(inne języki), Arvid Mörne i Emil Zilliacus(inne języki)
- 1941 – Olle Hedberg(inne języki) i Ivar Lo-Johansson
- 1942 – nagrody nie przyznano
- 1943 – Sven Lidman(inne języki)
- 1944 – Moa Martinson
- 1945 – Frans G. Bengtsson
- 1946 – nagrody nie przyznano
- 1947 – Jan Fridegård(inne języki)
- 1948 – Sigfrid Lindström(inne języki)
- 1949 – Fritiof Nilsson Piraten(inne języki) i Johannes Edfelt(inne języki)
- 1950 – Nils Ferlin(inne języki)
- 1951 – Gunnar Ekelöf i Lucien Maury(inne języki)
- 1952 – Irja Browallius(inne języki)
- 1953 – Tage Aurell(inne języki)
- 1954 – Gabriel Jönsson(inne języki)
- 1955 – Sivar Arnér
- 1956 – Bo Bergman, Walter Ljungquist(inne języki) i Stina Aronson(inne języki)
- 1957 – Karl Vennberg
- 1958 – Emil Zilliacus(inne języki)
- 1959 – Anders Österling i Evert Taube
- 1960 – Lars Ahlin
- 1961 – Erik Lindegren i Gustav Hedenvind-Eriksson(inne języki)
- 1962 – Hans Ruin(inne języki)
- 1963 – Artur Lundkvist i Birgitta Trotzig
- 1964 – Rabbe Enckell(inne języki) i Peder Sjögren(inne języki)
- 1965 – Willy Kyrklund
- 1966 – Lars Gyllensten(inne języki)
- 1967 – Werner Aspenström, Per-Erik Rundquist(inne języki) i Carl Fries(inne języki)
- 1968 – Ivan Oljelund(inne języki) i Elsa Grave(inne języki)
- 1969 – Albert Viksten(inne języki) i Lars Forssell
- 1970 – Stig Claesson i Majken Johansson(inne języki)
- 1971 – John Landquist(inne języki)
- 1972 – Sune Jonsson(inne języki)
- 1973 – Tito Colliander(inne języki)
- 1974 – Sonja Åkesson
- 1975 – Barbro Alving(inne języki) i Eva Moberg(inne języki)
- 1976 – Sten Hagliden(inne języki) i Olov Hartman(inne języki)
- 1977 – Sara Lidman
- 1978 – Ingemar Leckius(inne języki)
- 1979 – Hans O. Granlid(inne języki) i Tomas Tranströmer
- 1980 – Lars Norén
- 1981 – Rita Tornborg(inne języki)
- 1982 – nagrody nie przyznano
- 1983 – Bengt Emil Johnson(inne języki)
- 1984 – Björn von Rosen(inne języki)
- 1985 – Göran Palm(inne języki)
- 1986 – Gunnar E. Sandgren(inne języki)
- 1987 – Lennart Hellsing(inne języki)
- 1988 – Göran Sonnevi
- 1989 – Katarina Frostenson
- 1990 – Tobias Berggren(inne języki) i Lars Gustafsson
- 1991 – Erik Beckman(inne języki)
- 1992 – Göran Tunström
- 1993 – Lennart Sjögren(inne języki)
- 1994 – P.O. Enquist
- 1995 – Bo Carpelan
- 1996 – Lars Andersson(inne języki)
- 1997 – Per Wästberg
- 1998 – P.C. Jersild
- 1999 – Sigrid Combüchen
- 2000 – Kjell Espmark
- 2001 – Tomas Tranströmer
- 2002 – Bruno K. Öijer(inne języki)
- 2003 – Ann Jäderlund(inne języki)
- 2004 – Torgny Lindgren
- 2005 – Klas Östergren
- 2006 – Jacques Werup(inne języki)
- 2007 – Tua Forsström
- 2008 – Birgitta Lillpers
- 2009 – Steve Sem-Sandberg
- 2010 – Ingvar Björkeson(inne języki)
- 2011 – Kristina Lugn
- 2012 – Arne Johnsson(inne języki)
- 2013 – Aris Fioretos(inne języki)
- 2014 – Kjell Westö
- 2015 – Sara Stridsberg
- 2016 – Carola Hansson(inne języki)
- 2017 – Agneta Pleijel
- 2018 – Gunnar D. Hansson(inne języki)
- 2019 – Ola Larsmo(inne języki)[2]
- 2020 – Jan Stolpe(inne języki)[3]